# Стартенгейзен
Стартенгейзен (нід. Startenhuizen, нід. вимова: [ˈstɑrtə(n)ˌɦœyzə(n)]) — селище в нідерландській провінції Гронінген. Входить до складу муніципалітету Емсделта, окрім декількох ферм, розташованих на території муніципалітету Гет-Гогеланд.